# D. T. Niles
Daniel Thambyrajah Niles (4 de mayo de 1908 @– 17 de julio de 1970) fue un pastor evangelista Ceilanés y presidente de la Conferencia Metodista de Ceilán.

## Biografía
Niles nació el 4 de mayo de 1908 en Tellippalai en el norte de Ceilán. Fue hijo del juez de distrito W. D. Niles y de Rani Muthamma. Fue educado en el Jaffna Central College. Después recibió formación teológica en la Universidad Teológica Unida, de Bangalore entre 1920 y 1933.
Mailvaganam se casó con Dulcie Solomons en 1935. Tuvieron dos hijos (Preman y Wesley Dayalan).

## Carrera
Después de regresar a Ceilán Niles enseñó en el Jaffna Central College hasta 1936. Fue entonces ordenado sacerdote y llegó a ser el Evangelista de Distrito para el Distrito Del norte de la Iglesia Metodista de Ceilán.
Niles llegó a ser secretario general del Consejo Cristiano Nacional de Ceilán. Fue presidente del Departamento de Juventud del Consejo Mundial de Iglesias entre 1948 y 1952. Fue nombrado Secretario Ejecutivo del Departamento de Evangelismo en el Consejo Mundial de Iglesias en 1953. Él también sirvió como presidente de la Federación cristiana Estudiantil Mundial. Fue secretario general y presidente posteriormente de la Conferencia cristiana asiática del Este.  Fue también uno de los presidentes del Consejo Mundial de Iglesias.
Niles fue pastor de la Iglesia Metodista en Point Pedro (1946–50); pastor en Maradana (1950–53); Director del Jaffna Central College (1956–62); y ministro superintendente ministro la iglesia de San Pedro en Jaffna (1953–59).  Fue elegido presidente del Sínodo de Ceilán Del norte y presidente de la Conferencia Metodista de Ceilán en 1964. Niles escribió el himno "El gran amor de Dios está revelado en el Hijo".

## Muerte
Niles Murió el 17 de julio de 1970.